# Parvas
«Parvas» es una canción compuesta por el músico argentino Luis Alberto Spinetta e interpretada por Almendra en el álbum doble Almendra II de 1970, segundo y último de la banda. El álbum fue calificado por la revista Rolling Stone y la cadena MTV como #40 entre los cien mejores discos de la historia del rock nacional argentino. El tema fue reversionado por Spinetta y la letra ampliada en 1990, en una versión registrada en vivo en el álbum Exactas.
Almendra estuvo integrada por Luis Alberto Spinetta (primera voz y guitarra), Edelmiro Molinari (voz, primera guitarra y órgano), Emilio del Guercio (voz, bajo, órgano y piano) y Rodolfo García (voz y batería). En el tema la primera voz es de Spinetta.

## Contexto
En 1970 el mundo sufría la Guerra Fría. Argentina vivía bajo una dictadura que había disuelto todos los partidos políticos y que buscaba garantizar la alineación de la Argentina con los Estados Unidos en aquella confrontación global. Tres años antes el Che Guevara había sido asesinado mientras organizaba un movimiento guerrillero en Bolivia. En Argentina desde el año anterior habían comenzado a producirse levantamientos populares insurreccionales como el Rosariazo y el Cordobazo, con participación masiva de la juventud, que se había convertido en esos años en un sujeto histórico novedoso. Ese año aparecerían las dos grandes organizaciones guerrilleras que actuaron en el país, Montoneros -de tendencia peronista- y el Ejército Revolucionario del Pueblo (ERP) -de tendencia marxista-.  
Almendra, banda liderada por Luis Alberto Spinetta, apareció en 1969, renovando radicalmente la música popular argentina y latinoamericana, especialmente el rock cantado en español. Junto a Los Gatos -banda precursora- y Manal, Almendra es considerada parte del trío fundador del "rock nacional", como se conoció en Argentina ese movimiento musical, generacional y cultural.
Al finalizar 1969 Almendra publicó un álbum revolucionario sin título, con un dibujo caricaturizado de un extraño hombre en la tapa, conocido luego como Almendra I, que alcanzó un éxito histórico. Prácticamente todos los temas de ese álbum se volvieron clásicos del rock nacional ("Plegaria para un niño dormido", "Ana no duerme", "Fermín", "A estos hombres tristes", "Color humano", "Figuración") y por sobre todos ellos "Muchacha (ojos de papel)", que se convirtió en un hit histórico, mantenido a través de las décadas.
Convertidos en estrellas de rock, Almendra encaró 1970 con el proyecto de preparar una ópera rock. Sin embargo, las presiones de la fama y las diferencias entre los proyectos musicales de sus integrantes, produjeron una crisis interna del grupo que llevó a la sorpresiva separación de la banda en septiembre de 1970.
Ya separados, a fines del año 1970, con material grabado entre julio y octubre, lanzaron Almendra II, un álbum doble completamente diferente de Almendra I, mucho más roquero y psicodélico, influido por el consumo de LSD, que muestra los diferentes enfoques de los miembros de la banda y la necesidad de experimentación que sentían.

## El tema

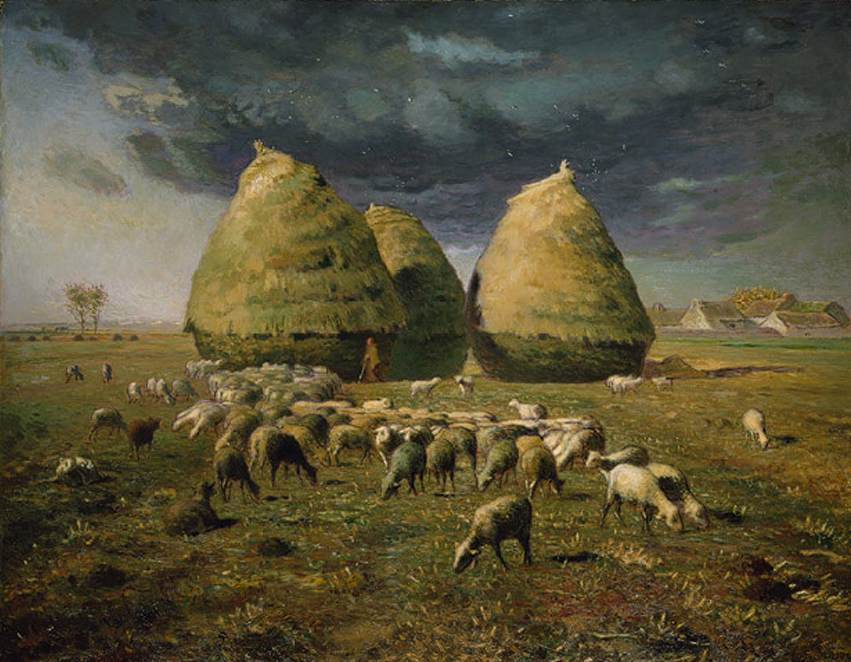
"Parvas: otoño" de Jean-François Millet. Spinetta tomó la imagen de las parvas de los cuadros de Millet.

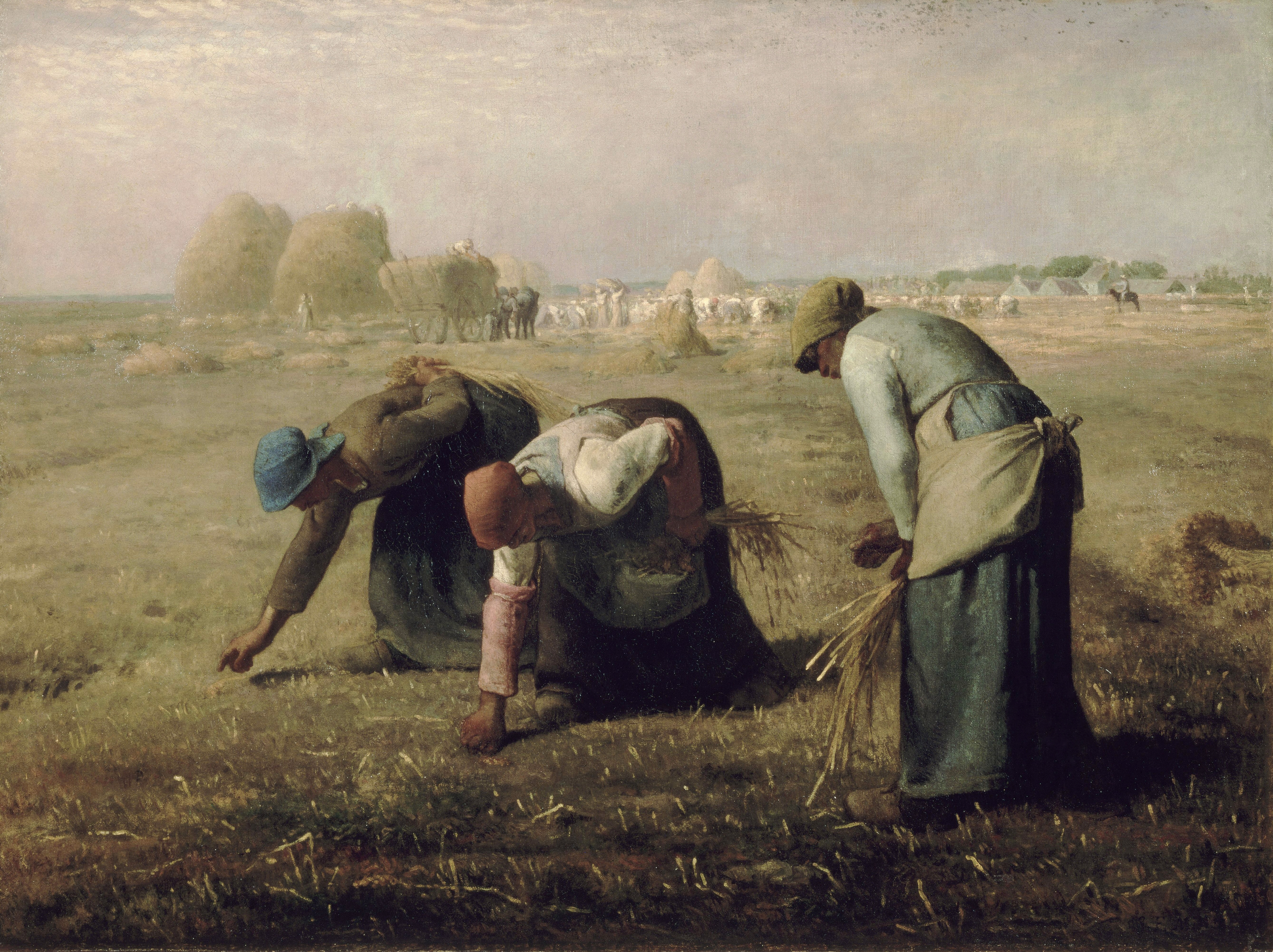
Las espigadoras de Jean-François Millet. Spinetta relacionó las parvas de los cuadros de Millet, con la dureza del mundo del trabajo que transmitía el pintor.

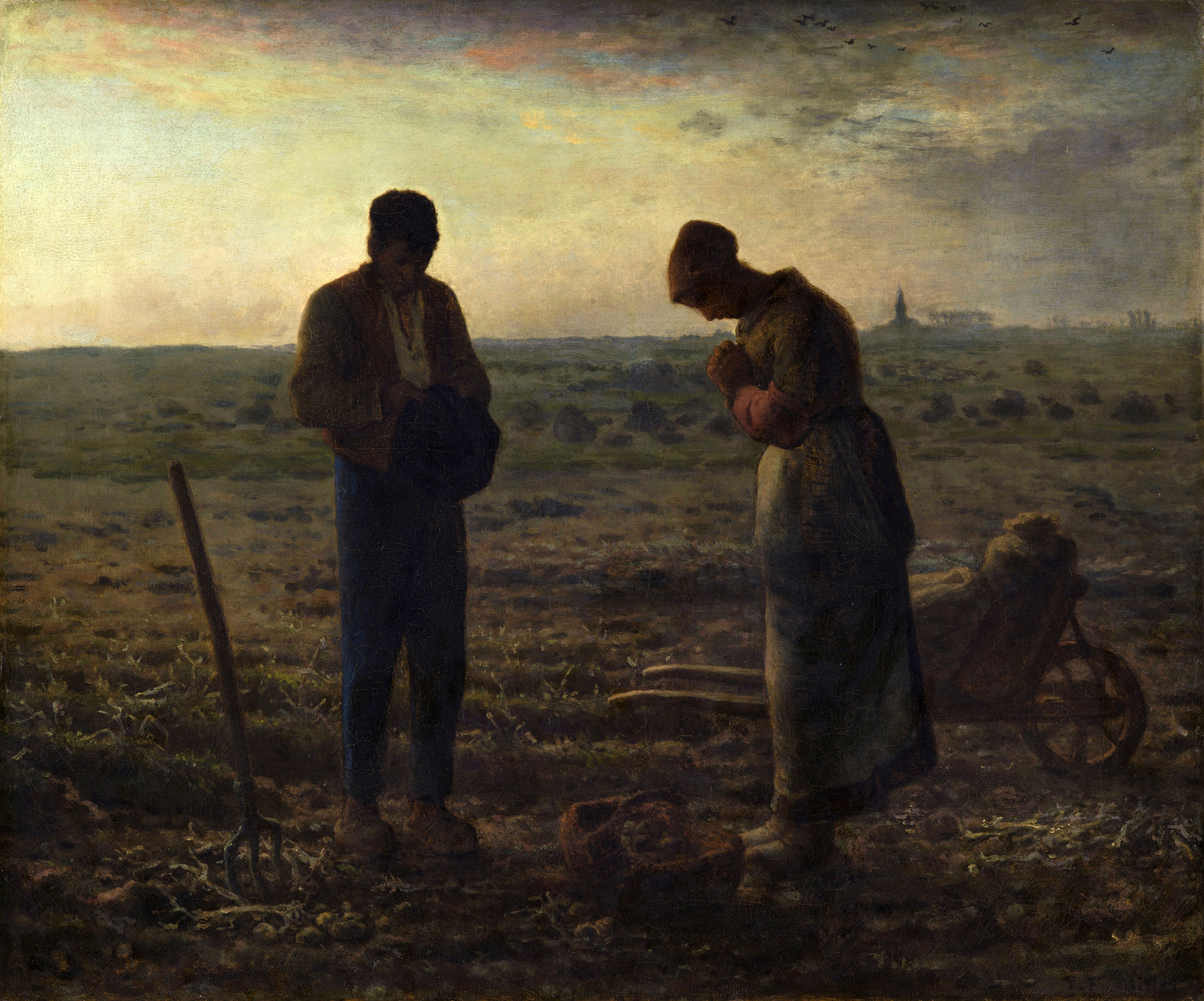
El Angelus de Jean-François Millet, famoso cuadro de gran dramaticidad de Millet, que inspiró a Spìnetta al componer "Las parvas".

El tema es el 11º tema, primero del Disco 2 del álbum doble Almendra II. Se trata de un rock psicodélico polirrítmico, muy innovador para la época, sostenido por dos riffs y el uso de coros.

Hubo una ruptura entre el público cuando estrenamos "Parvas", "En las cúpulas" y otros temas del segundo disco. La gente se miraba y se decía: "Esto no es lo que esperábamos". Aplaudían pero les resultaba difícil entender, quizás porque era un sonido muy moderno. El público no lo podía creer, lisa y llanamente. Almendra era en ese momento una aplanadora infernal. Al principio pensamos que lo que habíamos compuesto no servía. Pero no era así. La gente no estaba preparada para escucharlo y nosotros apenas para tocarlo. Ahora me doy cuenta que ese show fue uno de los mejores de mi vida.
Luis Alberto Spinetta, Martropía, 2006

La letra cambia varias veces de destinatario. De significado hermético, Spinetta se pregunta "en qué parva naceré", le pide a las parvas que le den "tiempo para huir", para finalmente decir que dividirá su vida, "cien para mí, cien para el aire".

Parvas
denme tiempo para huir
pues yo no vivo,
ni consisto
pues yo no vivo,
ni consisto.
"Parvas" (fragmento)

En una entrevista de 1986, Spinetta explicó que el tema por un lado se relaciona con la impotencia y por otro con el trabajo, con el hecho de que ese año se había vuelto un músico profesional. Spinetta, quien también era un apasionado de la pintura, revela allí también que la canción se relaciona con la obra del pintor francés Jean-François Millet (1814-1875), tanto de sus cuadros de parvas con trabajadores en el campo, como puntualmente de su cuadro "El Ángelus":

Especialmente Parvas es un canto de impotencia: «Parvas, denme tiempo para huir pues ya no vivo ni existo...». Y a la vez un poco la figura del Angelus, de Millet, en el atardecer en el campo sembrado, la imagen de los dos campesinos... un poco las parvas representan para mí ese mediodía que representa la organización del trabajo. Porque yo me hice profesional y me ganaba la vida yendo a tocar mucho, mucho, todos los fines de semana.
Luis Alberto Spinetta

## Versión enExactas
Dos décadas después de Almendra II, Spinetta realizó una nueva versión de "Parvas", agregándole una estrofa, que presentó en el recital realizado el 30 de agosto de 1990 en la Facultad de Ciencias Exactas y Naturales de la Universidad de Buenos Aires y luego incluido en el álbum Exactas, lanzado ese mismo año.
La estrofa agregada dice:

Parvas
tu cabello es como el sol, solo ilumina de noche
solo ilumina la noche.
"Parvas" (versión Exactas, fragmento)

En esta versión Spinetta le cambia el ritmo al tema, haciéndolo más lento y aproximándolo al reggae, además de cambiarle la letra, con el fin de personalizar el sentido de las parvas en la canción. En esta oportunidad, Spinetta reinterpreta su propia letra de 1970, relacionando las parvas con el aura y "la iluminación de los cuerpos y los seres":

- ¿Qué hicíste con Parvas de Almendra, ahora la tocás como un reggae deforme como en pleno ´88?
- Bueno también le inventé una letra, un cachito nada más que dice: "Parvas, tu cabello es como el sol, sólo ilumina de noche, sólo ilumina la noche". Eso no estaba y quise visualizar en alguien la idea de esa parva. No en algo sino en alguien.... por eso digo tu cabello, para tratar de identificar a alguien con la parva. Se ve que estaba pensando en el aura, en la iluminación de los cuerpos y de los seres en el momento que la escribí, allá por el '69 o '70.